# Коронавірусна хвороба 2019 в Анголі
Коронаві́русна хворо́ба 2019 в Анго́лі як частина глобальної пандемії COVID-19 стала поширюватися країною з 21 березня 2020 року, коли зареєстрували перші два випадки інфікованих на SARS-CoV-2. 

## Хронологія
3 березня уряд Анголи ввів обмеження на в'їзд до країни для мандрівників із КНР, Франції, Ірану, Італії, Південної Кореї, Португалії й Іспанії. Громадян Анголи, що перебували в цих семи країнах, повинні відбути двотижневий карантин.
19 березня президент Анголи Жуан Лоренсу оголосив, що з 20 березня зачиняються всі ангольські кордони на 15 днів, а також всі пасажирські перевезення наземним, морським і повітряним транспортом. «Civep Contravem Angola» повідомила, що рідкого зростання попиту на захисні маски не було і в разі потреби в компанії є сировина для збільшення їх виробництва. Для рейсів, що призначені для повернення громадян додому, уряд створив ізоляційні центри поблизу Луанди.
21 березня Міністр охорони здоров'я Анголи Сільвія Лутукута повідомила про перші два позитивних випадки COVID-19. За її словами, це два ангольці віком за 30 років, що повернулися 17 й 18 березня з Португалії до м. Луанди. У звітах ВООЗ ці випадки з'явилися за 22 березня.
З 24 березня було призупинено навчання в школах.
З 27 березня в Луанді були введені обмеження на пересування вулицями та скупчень у громадських місцях, окрім необхідних чи термінових випадків. У разі порушення указу поліція має право затримувати особу.
29 березня зафіксована перші дві смерті від коронавірусу.
30 березня перша людина вилікувалась від хвороби.
10 квітня з Куби до Анголи прилетіли 257 лікарів для боротьби з розповсюдженням коронавірусної хвороби 2019.
25 квітня міністр транспорту Анголи Рікардо де Абреу повідомив, що вже відбулося 205 гуманітарних рейсів з моменту закриття кордонів, що дозволило повернутися до Анголи приблизно 2000 осіб.
На початку травня встановлено карантинну огорожу, яка обмежувала в'їзд і виїзд з території, за винятком перевезень пацієнтів, товарів, предметів першої необхідності й гуманітарної допомоги.

## Статистика
Статистика нових випадків і смертей за даними Міністерства здоров'я Анголи і вебсайту «Worldometer».
|width = 2700
|colors=#87CEEB
|showValues= offset:2
|xAxisTitle=Дата
|xAxisAngle=-60
|type=rect
|x=21 бер, 22 бер, 23 бер, 24 бер, 25 бер, 26 бер, 27 бер, 28 бер, 29 бер, 30 бер, 31 бер, 1 кві, 2 кві, 3 кві, 4 кві, 5 кві, 6 кві, 7 кві, 8 кві, 9 кві, 10 кві, 11 кві, 12 кві, 13 кві, 14 кві, 15 кві, 16 кві, 17 кві, 18 кві, 19 кві, 20 кві, 21 кві, 22 кві, 23 кві, 24 кві, 25 кві, 26 кві, 27 кві, 28 кві, 29 кві, 30 кві, 1 тра, 2 тра, 3 тра, 4 тра, 5 тра, 6 тра, 7 тра, 8 тра, 9 тра, 10 тра, 11 тра, 12 тра, 13 тра, 14 тра, 15 тра, 16 тра, 17 тра, 18 тра, 19 тра, 20 тра, 21 тра, 22 тра, 23 тра, 24 тра, 25 тра, 26 тра, 27 тра, 28 тра, 29 тра, 30 тра, 31 тра, 1 чер, 2 чер, 3 чер, 4 чер, 5 чер, 6 чер, 7 чер, 8 чер, 9 чер, 10 чер, 11 чер, 12 чер, 13 чер, 14 чер, 15 чер, 16 чер, 17 чер, 18 чер, 19 чер, 20 чер, 21 чер
|yAxisTitle=Кількість одужань
|legend=Позначення
|y=
|y1Title=Вилікувалось за день
|yGrid= |xGrid=
}}
-->